# Näthinna

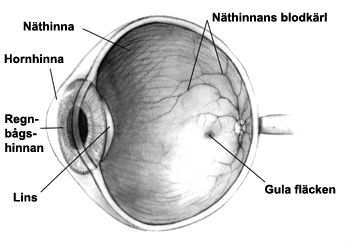
Det mänskliga ögat i tvärsnitt. Källa: NIH National Eye Institute. (Många djurs ögon skiljer sig väsentligt från det mänskliga ögat.)

Näthinnan (lat. retina) är det tunna lager av celler som finns på ögonbotten hos ryggradsdjur och vissa ryggradslösa djur, som omvandlar det infallande ljuset till  nervsignaler. Den upptar cirka 70% av ögats inre yta och innehåller omkring 130 miljoner sinnesceller, och den är en del av nervsystemet. Under fosterutvecklingen bildas både näthinnan och synnerven som utväxter från hjärnan. Näthinnans nät av blodkärl är unikt för varje människa, och det används ibland för att identifiera människor.
Näthinnan innehåller celler som är känsliga för ljus, fotoreceptorer - huvudsakligen stavar och tappar. Näthinnan är dock inte bara en passiv detektor av ljus, utan har även en betydande roll i tolkningen av synintryck det vill säga den visuella perceptionen. När ljuset träffar sinnescellerna uppstår nervimpulser, som sedan genomgår en komplex behandling av näthinnans övriga nervceller. I form av aktionspotentialer skickas signalerna från receptorcellerna via synnerven, som utgörs av nervcellernas axon, till syncentrum i hjärnans nacklob, som bearbetar och tolkar informationen vi ser.
Då näthinnan betraktas genom ett oftalmoskop av en oftalmolog syns näthinnans yta, kallad fundus.

## Ögats fysiska struktur
Näthinnan består av tio lager, däribland tre lager nervceller och två med synapser, och är mellan en halv och en hel millimeter tjock. I en punkt nära näthinnans mitt löper synnerven ut. Synnerven består av gangliecellernas utskott, axon, som skickar synsignalerna till laterala knäkroppen (corpus geniculatum laterale, LGN) i talamus, där signalen processas vidare för att sedan skickas vidare in i hjärnan. De blodkärl som sköter näthinnans blodförsörjning löper längs synnerven i ett nätverk under det rhodopsinhaltiga lagret. Den punkt där nerven löper ut ur ögat kallas för blinda fläcken eftersom den saknar ljuskänsliga celler, och den är synlig som en oval vit yta om 3 mm² horisontellt förskjuten mot näsan (annars skulle vi inte se alls i ögats fokuspunkt). I riktning mot tinningarna ligger gula fläcken (macula lutea). I detta område ligger fovea centralis, ögat fokuspunkt i en liten grop som är mycket känslig för ljus och svarar för vår skarpa fokuserade syn. Runt fovean sträcker sig den centrala näthinnan, som domineras av tappar, ungefär 6 mm,. Utanför finns den perifera näthinnan, som domineras av stavar.
Det finns omkring 137 miljoner receptorceller i näthinnan men bara omkring 1 miljon ganglieceller, som med sina axon bildar synnerven. Informationen förprocessas alltså väsentligt i näthinnan av bland annat bipolära celler och s.k. amakrina celler. Fovean ger den mest exakta syninformationen. Trots att gropen upptar omkring 0,01 % av synfältet, mindre än 2° synvinkel, är så mycket som 10 % av synnervens axon knutna till fovean. Foveans upplösningsförmåga har uppskattats till 104 punkter, och kapaciteten för information uppskattas till 9 · 106 bit per sekund utan färg, och omkring 6 · 105 bit per sekund med färg.
År 1967 fick George Wald, Haldan Keffer Hartline och Ragnar Granit nobelpriset i fysiologi eller medicin för sina vetenskapliga studier av näthinnan.